# Crklada
Crklada – wieś w Chorwacji, w żupanii istryjskiej, w gminie Vižinada. W 2011 roku liczyła 114 mieszkańców.